# Provincia del Belucistan
La provincia del Belucistan (in inglese: Baluchistan Province), talvolta indicata anche come provincia del commissario capo del Belucistan, era una provincia dell'India britannica.

## Storia
La provincia venne originariamente costituita nel periodo compreso tra il 1876 ed il 1891 con tre trattati tra Robert Sandeman ed il khan di Kalat, Khudadad. Sandeman divenne agente politico britannico per le aree del Belucistan che erano strategicamente poste al confine tra l'India britannica e l'Afghanistan. Venne istituita una base militare a Quetta che ebbe un ruolo rilevante nella seconda e nella terza guerra anglo-afghana
La provincia divenne parte del dominion del Pakistan nel 1947 e continuò ad essere amministrata da un commissario capo. Venne dissolta nel 1955 quando gran parte della sezione ovest della provincia andò a costituire la nuova provincia del Pakistan occidentale. Il Pakistan occidentale a sua volta venne dissolto nel 1970. Khan Abdul Wali Khan intendeva trasferire il potere politico ai pashtun. L'ex provincia venne combinata con l'Unione degli Stati del Belucista e con l'enclave di Gwadar per costituire una nuova e più grande provincia del Belucistan pakistano, con un proprio governatore, un primo ministro ed un'assemblea provinciale.

## Governo
La provincia era amministrata da un commissario capo nominato dal governo federale. Pur non avendo una legislatura elettiva, il commissario capo poteva consultarsi con la Shahi Jirga, un'assemblea di capi tribali.
La provincia comprendeva tre gruppi di aree: i distretti abitati, le agenzie politiche e le aree tribali. I distretti abitati erano le aree attorno a Quetta ed a Jaffarabad. Le agenzie erano quelle di Zhob a nord di Quetta e quella di Chagai ad ovest, collegata al resto della provincia da un'esile striscia di terra. Le aree tribali erano le agenzie tribali di Bugti e Marri che divennero poi le aree tribali provincialmente amministrate della nuova provincia del Belucistan pakistano.
| Periodo                             | Commissario capo del Belucistan |
| ----------------------------------- | ------------------------------- |
| 15 agosto 1947 – 3 ottobre 1947     | Sir Geoffrey Prior              |
| 3 ottobre 1947 – 8 aprile 1948      | Sir Ambrose Dundas Flux Dundas  |
| 9 aprile 1948 – 18 gennaio 1949     | Cecil Arthur Grant Savidge      |
| 19 gennaio 1949 – 16 luglio 1949    | Sahibzada Mohammad Kursheed     |
| 16 luglio 1949 – 18 novembre 1952   | Mian Aminuddin                  |
| 18 novembre 1952 – 13 febbraio 1953 | Sconosciuto                     |
| 13 febbraio 1953 – 8 novembre 1954  | Qurban Ali Khan                 |
| 8 novembre 1954 – 19 luglio 1955    | Sardar Bahadur Khan             |
| 19 luglio 1955 – 25 luglio 1955     | R.A.F. Hyride                   |
| 26 luglio 1955 – 14 ottobre 1955    | R.A.M. Shaker                   |
| 14 ottobre 1955                     | Abolizione della provincia      |